# Ulisse Matthey
Ulisse Matthey (Torino, 19 aprile 1876 – Loreto, 6 luglio 1947) è stato un organista e compositore italiano.

## Biografia
Celebre virtuoso, all'epoca fu definito "il Principe degli organisti" .
Studiò con Arnaldo Galliera presso il Conservatorio di Parma e si perfezionò con il grande Alexandre Guilmant a Parigi.
Fu primo organista della Basilica della Santa Casa a Loreto dal 1902 al 1923 ed in seguito insegnante presso il Conservatorio di Torino. Presso l'Istituto torinese fece realizzare su suo progetto dalla rinomata ditta "Tamburini" di Crema il monumentale organo a 4 manuali tuttora esistente. Nel corso della sua prodigiosa carriera tenne ben 526 concerti in Italia, Francia, Belgio, Jugoslavia, Stati Uniti ed America del Sud. Nel 1938 fu tra gli interpreti chiamati ad inaugurare il prestigioso organo a 5 tastiere del Duomo di Milano, opera congiunta degli organari Mascioni e Tamburini. Assai nota è la sua trascrizione per organo della "Ciaccona" per violino di Bach.
Il Maestro è sepolto nel cimitero di Loreto.